# Хорол (гра)
Хорол або Хорло (монг. Хорол або Хорло) — багатовзяткова плиткова гра, яку грають у Монголії, Внутрішній Монголії та Туві, зазвичай під час Сагаалгану.
У неї грають від двох до восьми гравців, найпоширеніший варіант — чотири гравці.
Гра з'явилася за часів маньчжурського панування (1645—1912).
Вона подібна до гри Даалуу (Даалуу), у яку грають із подвійним набором китайських доміно.

## Склад
Найпоширеніший набір складається з 60 плиток, зазвичай дерев'яних.
Існує 17 різних рангів, упорядкованих від найвищого до найнижчого:
1. Хорол
2. Норов
3. Хас
4. Хангарид
5. Сенґі
6. Щур
7. Бик
8. Тигр
9. Кролик
10. Дракон
11. Змія
12. Кінь
13. Коза
14. Мавпа
15. Півень
16. Собака
17. Свиня

Кожного рангу є по чотири копії, за винятком Дракона, Півня, Собаки та Свині, яких є лише по дві.
Рідкісніші набори можуть обходитися без рангів Хас і Норов, натомість усі інші ранги представлені чотирма плитками.
Старіші набори можуть містити більше ранґів, узятих із Аштамангали, як-от нескінченний вузол, пара риб чи шанкха.
Номери від 6 до 17 відповідають знакам китайського зодіаку; тувинці грають у цю гру замість плиток з особливими фігурами — доміно-плитками.
Найперші версії обох типів наборів не мали плиток Аштамангали.

## Правила

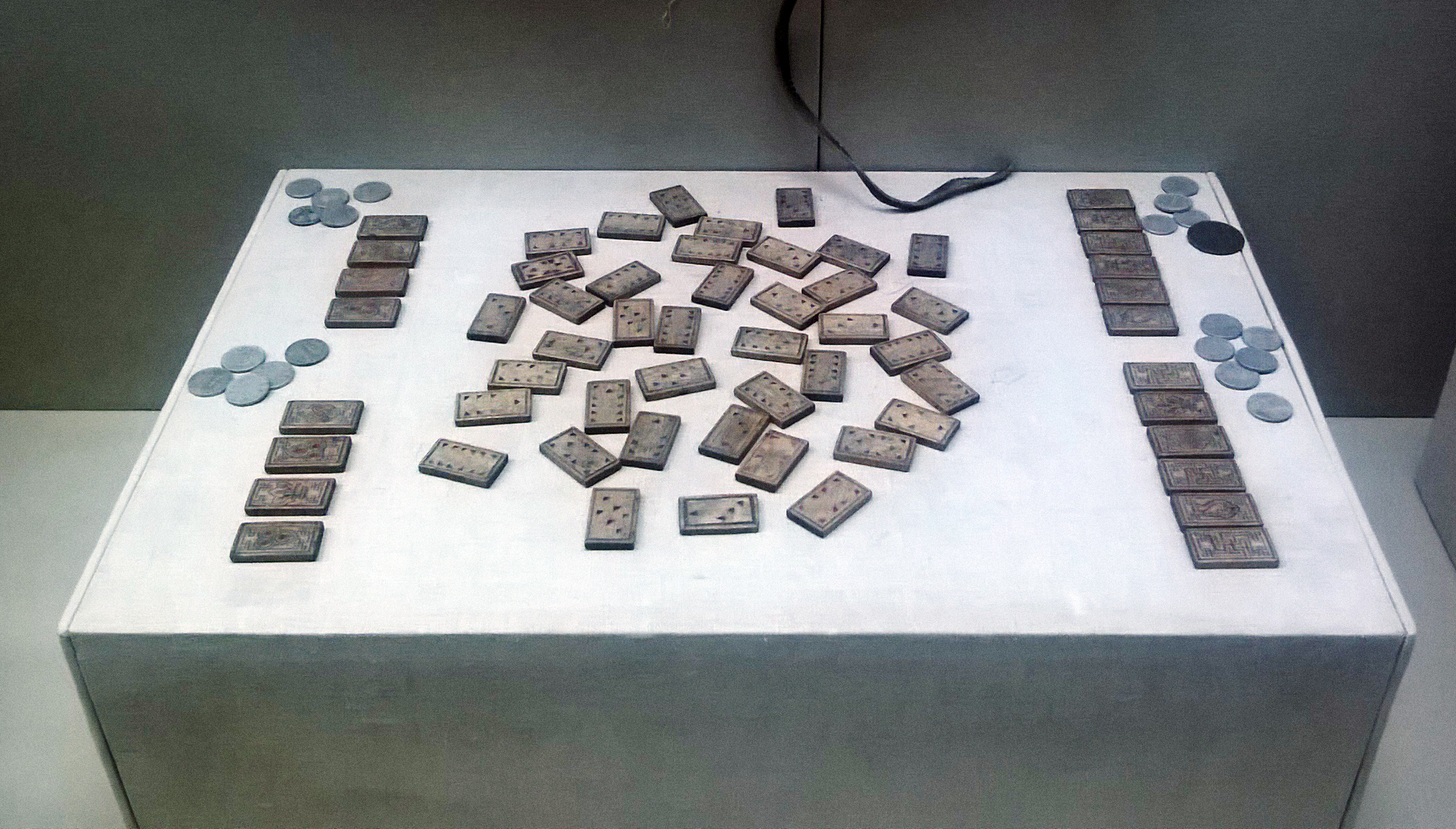
Доміно-версія з жетонами

У неї можна грати як з партнерами, так і без них.
За участі чотирьох гравців плитки перетасовують долілиць й рівномірно розподіляють між усіма гравцями.
Отримавши по 15 плиток, старший гравець починає хід, викладаючи одну, дві, три або чотири однакові плитки.
Наступні гравці по годинниковій стрілці мають викласти таку ж кількість плиток, але перевагу матимуть лише набори вищого рангу.
Гравці також можуть скинути непотрібні плитки долілиць (це характерно для деяких безкозирних взяткових ігор, як-от Тьєн Ґов та Ганджіфа).
Переможець взятки ходить наступним.
Мета — зібрати якомога більше плиток.
Існують дрібні регіональні варіації з власними особливими правилами.
У старіших версіях цієї гри дозволялося брати взятку лише одиночними чи парними комбінаціями.
Правила Хоролу та Тьєн Ґов, імовірно, розвивалися паралельно, а монгольська й тувинська гра можуть бути спрощеним варіантом китайської доміно-гри.

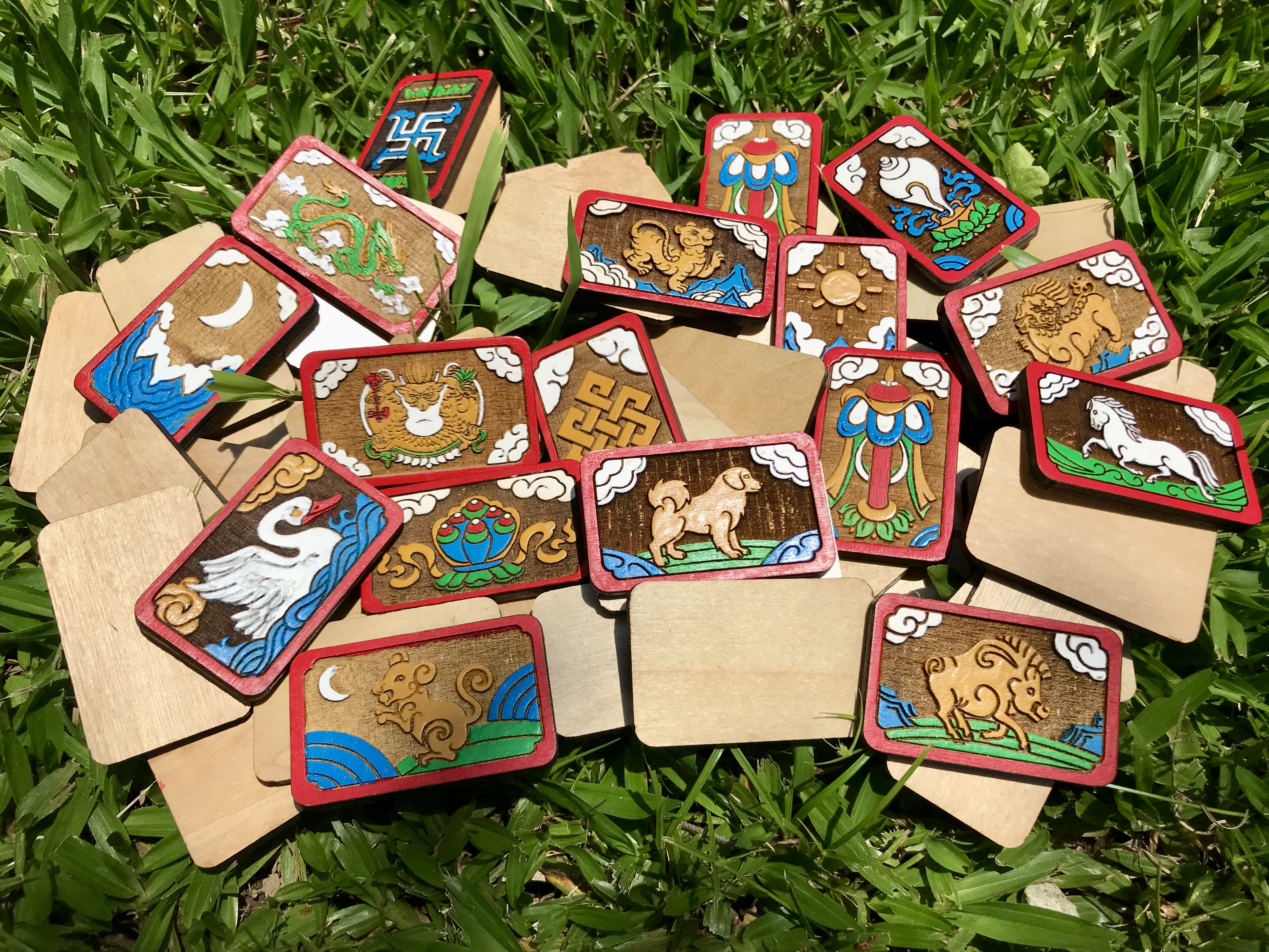
Набір Хоролу